# Revolution

Der Sturm auf die Bastille am 14. Juli 1789 zu Beginn der Französischen Revolution

Eine Revolution ist ein grundlegender und nachhaltiger struktureller Wandel eines oder mehrerer Systeme, der meist abrupt oder in relativ kurzer Zeit erfolgt. Er kann friedlich oder gewaltsam vor sich gehen. Revolutionen gibt es in den verschiedensten Bereichen des gesellschaftlichen und kulturellen Lebens. Als Antonyme gelten die Begriffe Evolution und Reform: Sie stehen für langsamer ablaufende Entwicklungen beziehungsweise für Änderungen ohne radikalen Wandel. Die genaue Definition ist umstritten, eine allgemein gültige Revolutionstheorie über die notwendigen und hinreichenden Bedingungen bei der Entstehung jeder Revolution, die Phasen ihres Verlaufs und ihre kurzfristigen und langfristigen Folgen, liegt nicht vor. Ein an einer Revolution Beteiligter wird als Revolutionär bezeichnet.

## Begriff

### Wortherkunft und Begriffsentwicklung
Das Fremdwort Revolution wurde im 15. Jahrhundert aus dem spätlateinischen revolutio („Umdrehung“, wörtlich „das Zurückwälzen“) entlehnt und bezeichnete zunächst als Fachwort in der Astronomie den Umlauf der Himmelskörper. Nikolaus Kopernikus verwendete das lateinische Wort revolutio mit dieser Bedeutung in seinem Hauptwerk De revolutionibus orbium coelestium (1543).
Im England des 17. Jahrhunderts wurde der Begriff in Bezug auf die Glorious Revolution im Jahr 1688 im Sinne einer Wiederherstellung des alten legitimen Zustandes verwendet (ein Zurückwälzen der gesellschaftlichen Verhältnisse). Die heutige Hauptbedeutung gewaltsamer politischer Umsturz kam, ausgehend vom französischen révolution, im 18. Jahrhundert auf. Im Geschichtsbild der DDR bildete sich mit dem Begriff Frühbürgerliche Revolution eine eigene Interpretation auf marxistischer Grundlage heraus.

### Hauptbedeutung

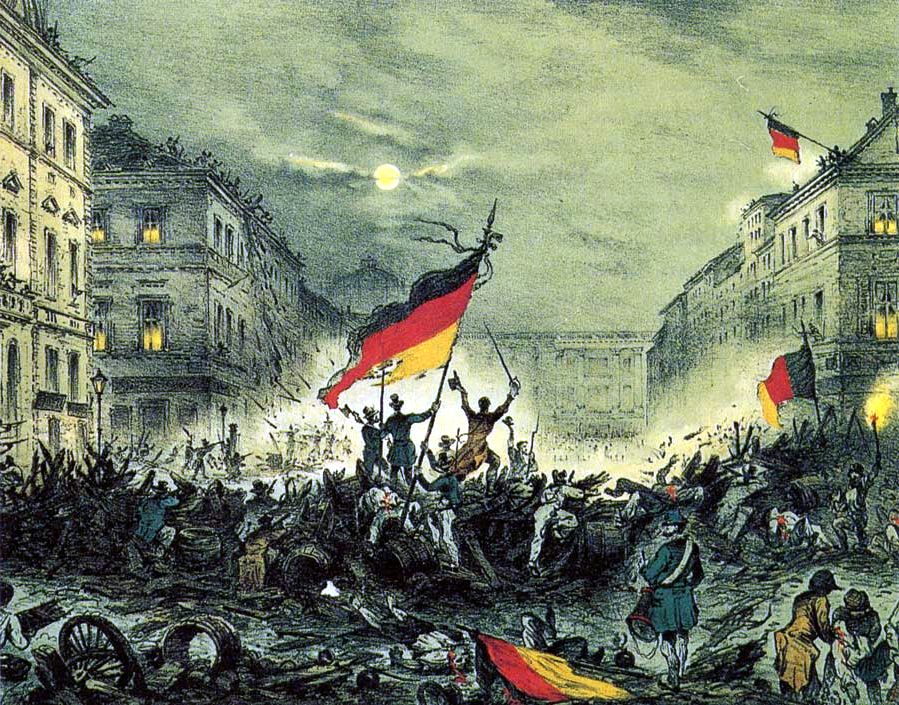
Märzrevolution 1848 in Berlin, im Hintergrund das Berliner Schloss

Der Begriff Revolution wird heute für tiefgreifende Veränderungen in den verschiedensten Bereichen verwendet, etwa in der Wissenschaft, der Kultur, der Mode usw. Als politische oder soziale Revolutionen werden heute krisenhafte Transformationsprozesse bezeichnet, in denen der gesetzmäßige oder konstitutionelle Entscheidungsvorgang außer Kraft gesetzt wird und die bis dahin herrschende Elite abgesetzt und ein anderes politisches System mit anderen Repräsentanten installiert wird.
Eine Realdefinition liegt wegen der Unterschiedlichkeit der vielen als Revolution bezeichneten Prozesse nicht vor. So ist es etwa umstritten, ob eine Revolution notwendig von unten, das heißt von einer unterprivilegierten sozialen Gruppe oder Klasse getragen sein muss, ob Revolutionen immer gewaltsam verlaufen müssen oder ob auch erfolglose, das heißt niedergeschlagene Revolutionsversuche als Revolution zu bezeichnen sind oder in Abgrenzung dazu als Revolten bzw. Aufstände. Der Historiker Reinhart Koselleck klagte 1984, der Begriff sei durch seine ubiquitäre Verwendung derart „zerschlissen“, dass er, um weiter verwendet werden zu können, einer genauen und überprüfbaren Definition bedürfe, „und sei es nur, um Konsens über den Dissens zu finden“.

## Typologie
Revolutionen lassen sich nach verschiedenen Kriterien klassifizieren. Verbreitet ist die Unterscheidung nach Trägerschichten, deren Interessen in der Revolution jeweils durchgesetzt werden sollen: So werden bürgerliche Revolutionen identifiziert (wie etwa die Glorious Revolution 1688 oder die Französische Revolution), proletarische (wie die Oktoberrevolution 1917) und agrarische Revolutionen wie die mexikanische Revolution, die chinesische Revolution und verschiedene Unabhängigkeitskriege im Prozess der Dekolonisierung nach dem Zweiten Weltkrieg. Der Politikwissenschaftler Iring Fetscher nennt außerdem die „Intellektuellen-“ oder „Managerrevolution“.
Ein weiteres Klassifizierungskriterium ist die Ideologie der Protagonisten der Revolutionsbewegung: Demnach ist etwa zu unterscheiden zwischen demokratischen, sozialistischen und faschistischen Revolutionen. Revolutionen lassen sich auch nach ihren Verursachungen klassifizieren, wobei man exogene Faktoren (also etwa Kriege und ökonomische Abhängigkeiten) und endogene Faktoren (Unzufriedenheit der Bevölkerung, Modernisierungsprozesse und ihre teilweise negative Folgen – etwa der Pauperismus zu Beginn des industriellen Zeitalters – Wandel in den Werten und Ideologien, die in der Bevölkerung geteilt werden usw.) unterscheidet.
Der Politikwissenschaftler Samuel P. Huntington unterscheidet zwischen Revolutionen des westlichen und den östlichen Typs: Jene wie zum Beispiel die Französische oder die Russische Revolution würden sich in schwachen traditionellen Regimen ereignen, die in einer Krise zusehends desintegrierten. Daher sei nur ein geringes Maß an Gewalt notwendig, um sie zu stürzen. Gewaltsamer sei im Anschluss die Auseinandersetzung zwischen gemäßigten und radikalen Revolutionären. Während dieses Kampfes weite sich die Revolution aus der Metropole, in der sie entstand, auf die ländliche Bevölkerung aus. Demgegenüber würden Revolutionen des östlichen Typus dagegen entstünden in kolonialisierten Gebieten oder Militärdiktaturen: Da diese Regime stark seien, gingen sie von Guerillas aus, die im ländlichen Raum agierten, von wo sie mit erheblichen Gewaltanstrengungen bis hin zum Bürgerkrieg die Hauptstadt eroberten. Beispiele für östliche Revolutionen seien die chinesische Revolution und der Vietnamkrieg. Dem fügte der Politikwissenschaftler Robert H. Dix noch den lateinamerikanischen Typus hinzu, in dem sich eine Stadtguerilla mit urbanen Eliten verbündet und so das alte Regime stürzt.

## Theorien der Revolution
In der Vorstellungswelt traditioneller vorindustrieller Gesellschaften, die auf einer harmonischen Ordnung, einem Einklang von Mensch, Gesellschaft und Natur mit der göttlichen Schöpfung basierte, waren die Gemeinschaft, einzelne Gruppen und auch der einzelne Mensch durch die corruptio (Verderbnis) bedroht, die immer dann gegeben ist, wenn eine Ordnung (Herrschaftsform) ihre positiven Züge verliert, wenn etwa freie Bürger von anderen einseitig abhängig werden, und wenn dabei die Tugend (virtus) verloren geht, die das eigene Wohl mit dem Gemeinwohl vereinigen soll. In einer solchen Situation ist es geboten, an den Ausgangspunkt zurückzukehren (Machiavelli: Ritorno ai principi), Unordnung wieder in Ordnung zurückzuführen. Tatsächlich ist bis in die Neuzeit bei revolutionären Bewegungen bis hin zu den Anfängen der Französischen Revolution immer wieder die anfängliche Forderung, zum „alten Recht“ zurückzukehren, zu finden. Dass eine „Revolution“ im heutigen Sinn etwas Neues schaffe, hat sich erst nach der Revolution von 1789 als Auffassung durchgesetzt.

### Soziologischer Revolutionsbegriff
Eine „Revolution“ bezeichnet in der Soziologie sowie umgangssprachlich einen radikalen und meist, jedoch nicht immer, gewalttätigen sozialen Wandel (Umsturz) der bestehenden politischen und gesellschaftlichen Verhältnisse. Gegebenenfalls kommt es dabei zu einer Umwälzung des kulturellen „Normensystems einer Gesellschaft“. Eine Revolution wird entweder von einer organisierten, möglicherweise geheimen, Gruppierung von Neuerern (vgl. Avantgarde, Elite) getragen und findet die Unterstützung größerer Bevölkerungsteile, oder sie ist von vornherein eine Massenbewegung.
Teils wird der Begriff der Emanzipation hinzugenommen, d. h. die Idee der Befreiung von gewachsenen Strukturen und eines sozialen oder politischen Freiheitsgewinns für den Einzelnen. Der Stellenwert der einzelnen Kriterien für die Definition einer Revolution ist durchaus umstritten.
Wenn ohne tiefgreifenden (radikalen) sozialen Wandel nur eine kleine Organisation oder ein eng verknüpftes soziales Netzwerk mit relativ geringer Massenbasis einen gewaltsamen Umsturz unternimmt, wird das als Staatsstreich oder, insbesondere unter Beteiligung des Militärs, als Putsch, bezeichnet. Nach erfolgreichen Staatsstreichen wird der Begriff der Revolution anschließend oft als ideologische Rechtfertigung genutzt, indem der Putsch zur Revolution umgedeutet wird. Putsche können aber auch im Sinne einer Revolution tiefgreifende Transformationsprozesse auslösen, der Übergang zwischen beiden Begriffen ist fließend.
Mitunter wird der Begriff Revolution auch verwendet, um einen allgemeineren, tiefgreifenden Wandel der Gesellschaftsstruktur zu bezeichnen, auch wenn es sich dabei nicht zwangsläufig um besonders plötzlich und rapide auftretende Veränderungen handelt. So ist von der – global mehrere tausend Jahre dauernden – neolithischen Revolution oder von der sich zwischen 1750 und 1850 von England über den europäischen Kontinent ausbreitenden Industriellen Revolution, die ihrerseits wiederum Vorbedingung für verschiedene politische Revolutionen in diesem Zeitraum war, die Rede.
Ein Beispiel für eine soziologische Revolutionstheorie ist der Marxismus, der ausschließlich endogene, nämlich ökonomische Ursachen von Revolutionen annimmt: Die eigendynamische, dialektische Entwicklung der Produktivkräfte würde die Klassengegensätze derart verschärfen, dass eine proletarische Weltrevolution mit naturwissenschaftlicher Sicherheit die Folge wäre. Diese Prognose erwies sich als irrig.

### Politikwissenschaftlicher Revolutionsbegriff
Die Politikwissenschaft hat sich bislang nicht auf eine einheitliche Revolutionstheorie einigen können. Der Historiker Eberhard Weis etwa nennt fünf Hauptfaktoren, die wesentliche Voraussetzungen zur Entstehung einer Revolution darstellen, wobei er Entwicklungsländer nicht berücksichtigt:
1. Eine plötzliche Rezession
  1. nach einer Zeit wirtschaftlicher Blüte, steigenden Wohlstands und steigender Erwartungen in die Zukunft oder
  2. nach einer Naturkatastrophe;
2. eine öffentliche Meinung, die die bestehenden Institutionen in Frage stellt;
3. die Solidarisierung verschiedener Gruppen der Gesellschaft, die unterschiedliche Gründe haben, mit dem bestehenden Zustand unzufrieden zu sein, und die sich zum Umsturz der alten Ordnung vorübergehend verbünden;
4. eine Ideologie;
5. Schwäche, Uneinigkeit und Ineffizienz auf Seiten der Gegenkräfte, des Staates.[16]

Der amerikanische Soziologe Charles Tilly sieht als Voraussetzung jeder Revolution, die er als „eine mit Gewalt erzwungene Verlagerung der staatlichen Macht“ definiert, eine „revolutionäre Situation“: Darin stünden sich unversöhnlich zwei Machtblöcke gegenüber, die beide Anspruch auf die Souveränität im Staat erhöben. Insofern stelle eine Revolution „eine eskalierte Form des normalen pluralistischen Ringens gesellschaftlicher Gruppen um die Verteilung der Werte Herrschaft, Sicherheit und Wohlfahrt dar, die den legalen Rahmen des politischen Systems sprengen“. Für den Erfolg der revolutionären Gruppe sei nun nicht so sehr ausschlaggebend, wie groß die allgemeine Unzufriedenheit sei, sondern wie gut und wie nachhaltig es ihr gelinge, diese zur Mobilisierung größerer Anteile der Bevölkerung und zur Bildung von Koalitionen zu nutzen. Falls dies gelinge und falls sich die Inhaber der staatlichen Macht als unfähig erwiesen, die in Opposition zu ihr stehende Gruppierungen zu unterdrücken oder zu reintegrieren, entlade sich die Spannung in einem oder mehreren „revolutionären Ereignissen“: Es kommt zu Gewalt, und die revolutionäre Gruppe kann ihren Machtanspruch eventuell durchsetzen.

## Revolution im Staatsrecht (Revolutionsrecht)
Das „Revolutionsrecht“ geht in Deutschland begrifflich auf philosophische Überlegungen Johann Gottlieb Fichtes zur Französischen Revolution (1793) zurück. Infolge der Novemberrevolution bildete sich in der Weimarer Republik das Revolutionsrecht in der zivilrechtlichen Rechtsprechung des Reichsgerichts aus, das 1926 auch vom Staatsgerichtshof verfassungsrechtlich anerkannt und übernommen wurde:

„Das Reichsgericht hat sich in ständiger Rechtsprechung auf den Standpunkt gestellt, daß im Staatsleben der tatsächlichen Herrschaft, die sich gegenüber Widerständen durchzusetzen vermocht hat, rechtliche Anerkennung zukommt. Insbesondere ist der durch die Umwälzung neu geschaffenen Staatsgewalt die staatliche Anerkennung nicht versagt worden. Die Rechtswidrigkeit ihrer Begründung ist als kein Hindernis erachtet worden, weil die Rechtmäßigkeit der Begründung kein wesentliches Merkmal der Staatsgewalt ist […]. Damit ist das sogenannte Revolutionsrecht anerkannt worden.“

 Diese Rechtsprechung und die damit verbundene Denkweise legitimierte später auch die Machtergreifung der Nationalsozialisten. Die normative Kraft des Revolutionsrechts wurde 1952 nochmals vom Bundesgerichtshof bestätigt.

## Theoretiker und Praktiker der Revolution

### Soziologische Theoretiker der Revolution
(Siehe auch die Werkverzeichnisse in den Personenartikeln.)
- Vilfredo Pareto („Revolution“ als eine besondere Form der Elitenablösung)
- Max Weber (in Europa/Nordamerika bedurfte der Kapitalismus anfangs einer radikalen nichtwirtschaftlichen – religiösen – Mentalitätsänderung, und zwar in Gestalt des Protestantismus)
- Eugen Rosenstock-Huessy (die europäischen Revolutionen als Abfolge von Ständerevolutionen, beginnend mit der „papalen Revolution“ des Papsttums gegen das mittelalterliche Kaisertum und endend mit der „proletarischen Revolution“)
- Pitirim Sorokin (soziologische Typenbildung)
- Crane Brinton (sozialhistorisch abgestützte Typenbildung)
- Ralf Dahrendorf („Revolution“ als (1) radikaler und (2) rapider sozialer Wandel, bedingt durch (1) intensive beziehungsweise (2) gewaltsame soziale Konflikte)

### Theoretisch argumentierende Revolutionäre
- Karl Marx (jede Gesellschaft, in der es eine Form des Besitzes an Produktionsmitteln erlaubt, sich menschliche Arbeit zu unterwerfen, endet zwangsläufig durch Revolution oder Untergang; zu unterscheiden sind „Revolutionen der Produktivkräfte“ von den durch sie ausgelösten „Revolutionen der Produktionsverhältnisse“).
- Friedrich Engels (Arbeit und deren Beherrschung durch Eigentum löste die erste Revolution nach dem Urkommunismus aus, die die „Wildheit“ durch die Barbarei ablöste und der Beginn der Geschichte war, und Arbeit und Eigentum werden durch die letzte Revolution – die Weltrevolution – optimal disponiert werden, in der das Ende des „Reichs der Notwendigkeit“ und der Beginn des „Reichs der Freiheit“ möglich werden wird).
- Rosa Luxemburg (der Imperialismus ist dabei die letzte Verteidigungsmöglichkeit des Kapitalismus vor der abschließenden weltweiten proletarischen Revolution – im Bündnis mit dem Proletariat der Kolonialmächte).
- Lenin (durch den Aufbau einer Kaderpartei von Berufsrevolutionären kann selbst dann, wenn das Proletariat noch eine Minderheit darstellt, die Revolution der Produktionsverhältnisse vorverlegt werden – vgl. auch Revolutionäre Situation).
- Anton Pannekoek (Parteien und Gewerkschaften – einschließlich der leninistischen – sind untaugliche Formen für den Kampf der Arbeiterklasse um ihre Emanzipation, alles kommt auf die Selbstorganisation der Arbeiterinnen und Arbeiter an).

Sowie (alphabetisch) Bakunin, Bolívar, Danton, Debord, Guevara, Ho Chi Minh, Mao Zedong, Marat, Mazzini, Nkrumah, Robespierre, Saint-Just, Schariati, Torres, Trotzki und andere Revolutionäre des 18. bis 20. Jahrhunderts.

## Beispiele

### Herrschaftssysteme und Politik

Die Freiheit führt das Volk, Gemälde von Eugène Delacroix 1830

#### Revolutionen von unten
- Die als Bauernkriege bezeichneten Aufstände, die vom 14. Jahrhundert bis ins 19. Jahrhundert hinein immer wieder in Europa aufflammten, wurden regelmäßig blutig niedergeschlagen. In der marxistischen Geschichtsbetrachtung wird insbesondere der Deutsche Bauernkrieg 1524–1526 als „frühbürgerliche Revolution“ bezeichnet.[21]
- Der erste als „Revolution“ bezeichnete Umsturz war die Emder Revolution von 1595 in Ostfriesland.
- Glorious Revolution 1688 in England, die die Herrschaft der Stuarts beendete
- Amerikanische Revolution 1776–1781, oft auch als Amerikanischer Unabhängigkeitskrieg bezeichnet
- Französische Revolution 1789–1799
- Haitianische Revolution 1791–1804
- Julirevolution von 1830 (Frankreich)
- Februarrevolution von 1848 (Frankreich)
- die gescheiterte Revolution von 1848/1849 in mehreren Staaten Europas
- Russische Revolutionen 1917: Februarrevolution und Oktoberrevolution. Für die Oktoberrevolution werden heute zum Teil die Begriffe Putsch bzw. Staatsstreich verwendet.[22]
- Novemberrevolution in Deutschland 1918/1919, einschließlich der Räterepubliken in Bayern (Münchner Räterepublik) und Bremen (Bremer Räterepublik) sowie einzelne im Ruhrgebiet
- die nationalsozialistische Machtergreifung.[23] Die Anwendung des Revolutionsbegriffs ist in diesem Fall umstritten.[24]
- die kubanische Revolution 1953–1959
- Islamische Revolution im Iran 1979 und die anschließenden Maßnahmen zum Umbau von Staat, Wirtschaft und Gesellschaft
- Die nicaraguanische Revolution von 1979, nach der kubanischen Revolution die zweite erfolgreiche lateinamerikanische Revolution im Kalten Krieg
- Die friedliche Revolution in der DDR 1989/1990. Die Anwendung des Revolutionsbegriffs ist in diesem Fall umstritten.

#### Revolutionen von oben
- Meiji-Restauration, Erneuerung der kaiserlichen Macht in Japan ab 1868
- Weiße Revolution, Reformprogramm von Schah Mohammad Reza Pahlavi im Iran (1963)
- Kulturrevolution, eine Reihe von Kampagnen in der Volksrepublik China 1966–1976 mit dem Ziel, kapitalistische und traditionelle Elemente aus Kultur und Gesellschaft zu eliminieren und die Dominanz der maoistischen Orthodoxie in der KPCh abzusichern

### Gesellschaft, Technik, Wissenschaft

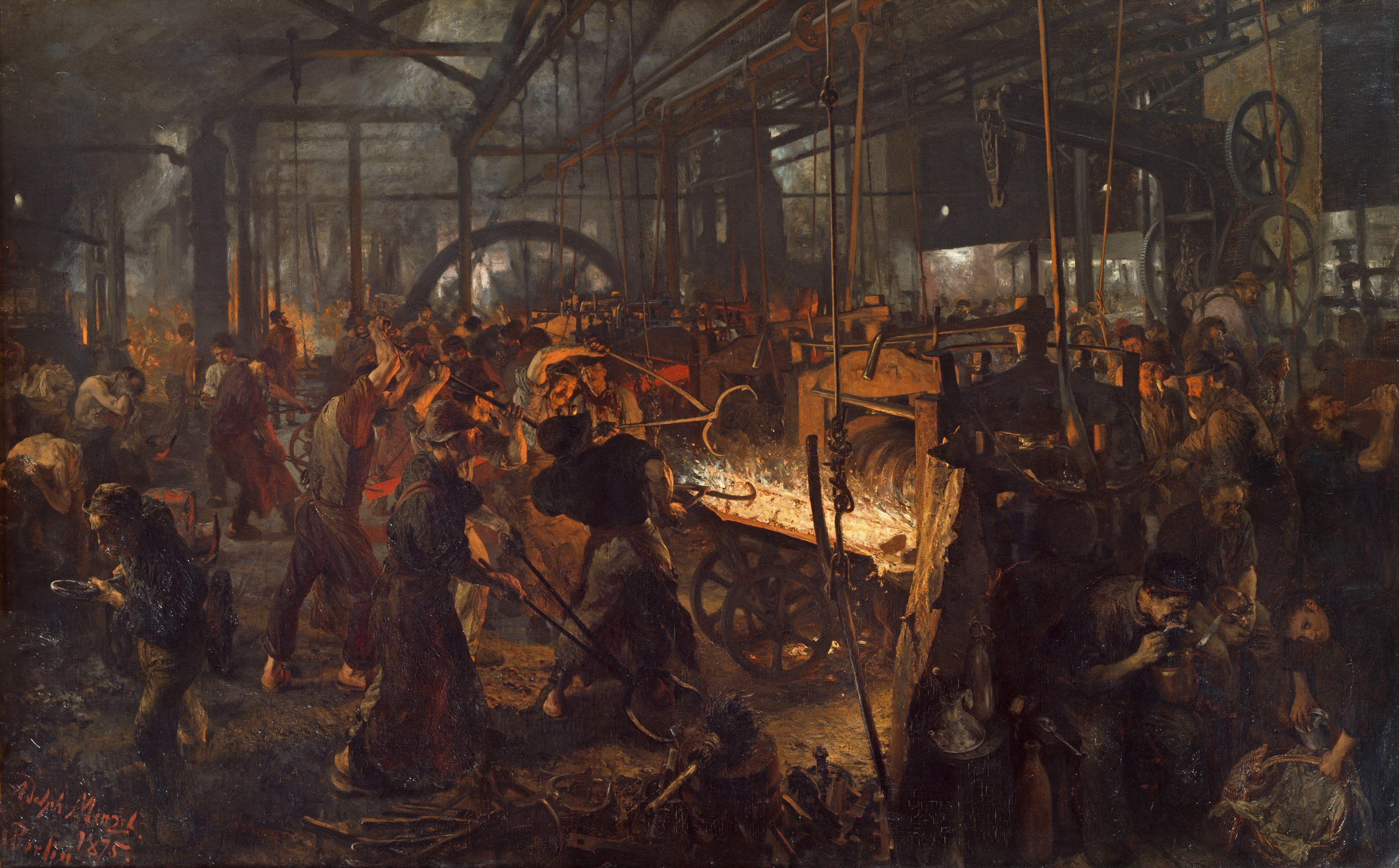
Das Gemälde Das Eisenwalzwerk (1872–1875) von Adolph Menzel ist die erste größere künstlerische Darstellung von Industriearbeit

- Neolithische Revolution, der Übergang vom Jäger- und Sammlertum zu Ackerbau und Viehzucht (Übergang zur Jungsteinzeit, ca. 15.000 v. Chr.)
- Industrielle Revolution, der Übergang von der Agrargesellschaft zur Industriegesellschaft seit der zweiten Hälfte des 18. Jahrhunderts.
- Wissenschaftliche Revolutionen, z. B. die Sequenzierung („Entschlüssung“) des menschlichen Genoms als Biologische Revolution.[25] Siehe auch Paradigmenwechsel.
- Sexuelle Revolution in der zweiten Hälfte des 20. Jahrhunderts, die die überkommenen Moralvorstellungen umwarf.
- Grüne Revolution, die Entwicklung landwirtschaftlicher Hochertragssorten und deren Verbreitung in der Dritten Welt ab Ende der 1960er Jahre.
- Elektronische bzw. Digitale Revolution ab etwa 1980.